# Фани Сарънедялкова
Фани Константинова Сарънедялкова, по мъж Икономова, е българска оперна певица, сопрано, артистка от първото поколение и една от основоположничките на Национална опера и балет в Скопие.

## Биография
Родена е на 6 май 1920 година в Търново, в семейството на Анка и Константин Сарънедялкови. Наследява музикалността си от родителите си – майка ѝ е известна изпълнителка на руски романси и френски шансони със звучен сопран, а баща ѝ също пее и свири на китара. Фани Сарънедялкова започва да свири на пиано на 6 години.
Завършва Основно училище „Йосиф I“, а след това и Втора прогимназия в родния си град. Там Сарънедялкова изпълнява първите си главни роли в оперетите „Златното момиче“ и „Халифът щърк“. С покровителството на учителя по музика в Девическата гимназия Димитър Лазаров Сарънедялкова участва в операта „Цвята“ от маестро Никола Атанасов, а също така и в двете руски оперети „Наталка Полтавка“ и „Запорожци зад Дунава“.
В 1940 година заминава за София, където успешно кандидатства в Софийската музикална академия, където се записва в Теоретичния отдел със специален предмет пеене в класа на Елена Ангелова-Орукин. В юни 1941 година по време на пътуване до родния град след завършване на първи курс Фани Сарънедялкова се запознава във влака с бъдещия си съпруг Петър Икономов, студент по биология в Софийския университет, родом от Скопие.
По време на Втората световна война, докато българската армия е на Южния фронт, заедно със своя състудентка се записва доброволка в католическата Клементинска болница в София (днес Пета многопрофилна болница за активно лечение), където в продължение на три месеца се грижи за ранените войници.
Завършва в 1944 година, като по време на студентските си години не пропуска представление на Софийската национална опера. Сключва брак с Петър Икономов на 31 януари 1945 година в търновската църква „Свети Николай“. След седмица двамата заминават за София, а след това за Скопие. В Скопие Петър Икономов е назначен за директор на Природонаучния музей.
След края на войната Фани Икономова е поканена за преподавателка по няколко теоретични предмета, соло пеене и пиано в новооткритата Скопска средна държавна музикална школа. В 1946 година се ражда дъщеря им Ани.
В 1948 година след формирането на Държавната македонска опера в Скопие започва и назначаването на солисти, хор и оркестър. Основна роля в създаването на операта играе Петър Богданов – Кочко, който познава Фани от студентските ѝ изяви в София и я кани за една от първите назначени солистки. За официалното откриване на държавната опера се подготвя операта „Палячи“ от Леонкавало, като на Фани Икономова е поверена единствената женска роля в операта – Неда. Диригент е много известният тогава маестро Ловро фон Матачич.
На 17 февруари 1948 година салонът на Народния театър в Скопие очаква дебюта, който е повече от успешен, а Фани Икономова жъне голям успех. По повод началото на Македонската държавна опера в скопското списание „Нов ден“ е публикуван материал от Илия Жувилековски, озаглавен „Първата премиера на нашата опера“. За прохождащата оперна певица пише:
| „ | С помощта на своя приятен лиричен сопран и прочувствено музикална фраза тя пресъздаде Неда звучно и музикално топло. Със своя сценичен дар, сценична чистота, лишена от всякакви шаблони, сценични ефекти тя направи истинско постижение за правилно държане на сцената, което ѝ гарантира безспорно сценично развитие. Отговорността и сериозността, с която пристъпва към тълкуването на Неда в операта „Палячи“, показва, че в нейно лице нашата новооснована опера има добър сътрудник за издигането на нашето оперно дело. | “ |

Следва забележителна оперна кариера за Фани Икономова, която за 30 години изиграва над 150 централни и още толкова второстепенни роли. Пенсионира се в Скопската опера на 1 ноември 1976 година.
Умира на 1 април 2015 година в Скопие. Оставя спомени.